# Kay Lahusen
Kay Lahusen (Cincinnati, 5 de enero de 1930-26 de mayo de 2021), también conocida como Kay Tobin, fue una fotógrafa estadounidense pionera de los derechos LGBTQ. Está considerada como la primera fotoperiodista abiertamente lesbiana del movimiento LGBT. Las fotografías de Lahusen de mujeres lesbianas aparecieron en diversas portadas de The Ladder de 1964 a 1966, cuando su pareja, Barbara Gittings, era la editora. Lahusen ayudó a fundar la Gay Activists Alliance (GAA) original en 1970, contribuyó a un periódico semanal neoyorquino llamado Gay Newsweekly, y fue la coautora de The Gay Crusaders junto a Randy Wicker. 

## Primeros años
Lahusen nació y creció en Cincinnati, Ohio, y desarrolló su interés por la fotografía mientras aún era una niña. "Incluso cuando era pequeña me encantaba usar una pequeña cámara y apretarla e intentar conseguir algo artístico de ella", recuerda. Descubrió en la universidad que se sentía románticamente atraída por una mujer y mantuvo una relación con ella durante seis años, pero cuando la otra mujer se marchó "para casarse y tener una vida normal", Lahusen quedó devastada por la pérdida.

## Portadas deThe Ladder
Lahusen pasó los siguientes seis años en Boston trabajando en la biblioteca de referencia del Christian Science Monitor. Conoció a Barbara Gittings en 1961 en un pícnic de las Daughters of Bilitis en Rhode Island. Se convirtieron en pareja y Lahusen se trasladó a Filadelfia para poder estar con Gittings. Cuando Gittings tomó el mando de The Ladder en 1963, Lahusen hizo prioritario el aumentar la calidad del diseño de las portadas de la revista. Donde previamente había habido simples dibujos con líneas, caracterizados por Lahusen como "bastante sosos, gatitos, figuras humanas insípidas", Lahusen comenzó a añadir fotografías de lesbianas reales en la portada, comenzando en septiembre de 1964. La primera mostraba dos mujeres de espaldas, en una playa, mirando al mar. Pero Lahusen realmente quería añadir retratos faciales de lesbianas. "Si te mueves como si te diera miedo mostrar tu cara, se transmite un mensaje terrible", recuerda Lahusen. Varias portadas mostraban a diversas mujeres dispuestas a posar de perfil, o con gafas de sol, pero en enero de 1966 pudo finalmente conseguir su retrato de una cara completa. Lilli Vincenz, abierta y sonriente, adornó la portada de The Ladder (en la foto de Kay Lahusen, véase en la imagen de la portada a la izquierda arriba). A finales del periodo de Gittings como editora, Lahusen recuerda que existía una lista de espera de mujeres que deseaban aparecer a cara completa y descubierta en la portada de la revista. Lahusen también escribió artículos en The Ladder bajo el nombre Kay Tobin, sacado de la guía telefónica, que pensó que era más sencillo a la hora de pronunciar y recordar

## Periodismo fotográfico
Lahusen fotografió a Gittings y a otras personas que protestaban en edificios federales y en el Independence Hall a mitad y finales de la década de 1960. Contribuyó con fotografías y artículos a un periódico de Manhattan llamado Gay Newsweekly, y trabajó en el Oscar Wilde Memorial Bookstore de Nueva York, la primera librería dedicada exclusivamente la literatura de y sobre temas LGBTI, y a diseminar material que promoviera una agenda política gay. Trabajó con Gittings en el caucus gay de la American Library Association y fotografió a miles de activistas, marchas y sucesos en las décadas de 1960 y 1970. Frank Kameny y Jack Nichols, junto a otros muchos activistas gays, fueron fotografiados por ella.

## Vida posterior
En la década de 1980 Lahusen se implicó en el mercado inmobiliario y colocó anuncios en periódicos gays. También organizaba a los agentes para que desfilaran en la marcha del orgullo gay de Nueva York. Recientemente, sus fotografías han sido exhibidas en el William Way Community Center de Filadelfia y en la Wilmington Institute Library de Delaware. En 2007, todas las fotos y escritos de Lahusen y todos los papeles y escritos de fueron donados a la New York Public Library. Lahusen y Gittings estuvieron juntas 46 años hasta que Gittings falleció de cáncer de mama el 18 de febrero de 2007. Lahusen estaba trabajando, organizando sus fotografías para un libro fotográfico de la historia del movimiento de los derechos LGBT cuando la enfermedad de Gittings detuvo indefinidamente sus planes. Lahusen residió en Kennett Square, Pensilvania, en una residencia asistida.
Falleció el 26 de mayo de 2021 a los noventa y un años.